# Lucius Genucius Clepsina
Pour les articles homonymes, voir Genucius Clepsina.
Lucius Genucius Clepsina est un homme politique romain, frère de Caius Genucius Clepsina (consul en 276 et 270 av. J.-C.).
En 271 av. J.-C., il est consul avec comme collègue Kaeso Quinctius Claudus.